# Microchiroptera
Microchiroptera – podrząd nietoperzy obejmujący wszystkie nietoperze poza rodziną rudawkowatych. Czasem określa się je jako „nietoperze owadożerne”, ale nazwa ta jest myląca, ponieważ nie wszystkie Microchiroptera odżywiają się owadami. Podstawowa różnica między Microchiroptera a Megachiroptera polega na tym, że:
- Microchiroptera nie mają pazura na drugim palcu kończyny przedniej,
- uszy Microchiroptera nie tworzą zamkniętego pierścienia i u podstawy ucha brzegi małżowiny są od siebie oddzielone,
- Microchiroptera nie mają włosów wełnistych.

Większość Microchiroptera żeruje na owadach. Niektóre większe gatunki polują na ptaki, jaszczurki, żaby lub nawet ryby. W Ameryce Południowej żyją Microchiroptera odżywiające się krwią zwierząt stałocieplnych, w tym ssaków.
Wielkość Microchiroptera mieści się w zakresie od 4 do 16 cm długości.